# Bahrain International 2015
Die Bahrain International 2015 im Badminton fanden vom 28. Oktober bis zum 1. November 2015 in Madinat Isa statt.

## Die Sieger und Platzierten
| Disziplin    | Gold                            | Silber                            | Bronze                       |
| ------------ | ------------------------------- | --------------------------------- | ---------------------------- |
| Herreneinzel | Sameer Verma                    | Pratul Joshi                      | Subhankar Dey                |
| Herreneinzel | Sameer Verma                    | Pratul Joshi                      | Aditya Joshi                 |
| Dameneinzel  | Yang Li Lian                    | Saili Rane                        | Vũ Thị Trang                 |
| Dameneinzel  | Yang Li Lian                    | Saili Rane                        | Alesia Zaitsava              |
| Herrendoppel | Tan Wee Tat Tan Yip Jiun        | Chow Pak Chuu Yeoh Kay Ee         | Manuel Vineeth S. Sanjeeth   |
| Herrendoppel | Tan Wee Tat Tan Yip Jiun        | Chow Pak Chuu Yeoh Kay Ee         | Emre Vural Sinan Zorlu       |
| Damendoppel  | Poorvisha Ram Arathi Sara Sunil | Palwasha Bashir Sara Mohmand      | Neha Jojo Sandra Sakaria     |
| Mixed        | Tan Yip Jiun Yang Li Lian       | Artyom Savatyugin Alesia Zaitsava | Ahmed Salah Menna Eltanany   |
| Mixed        | Tan Yip Jiun Yang Li Lian       | Artyom Savatyugin Alesia Zaitsava | Heri Setiawan Sandra Sakaria |